# Gura Râului
Gura Râului alte Schreibweise Gura Rîului (deutsch Auendorf, Gurarou oder Gurareu, ungarisch Guraró) ist eine Ortschaft im Kreis Sibiu in der Region Siebenbürgen in Rumänien.

## Lage
Gura Râului liegt am Oberlauf des Cibin (Zibin) in der Mărginimea Sibiului. Südlich der Siedlung erstreckt sich das Zibinsgebirge (Munții Cindrel). Die lang gezogene und hoch gelegene Ortschaft (über 550 Meter Seehöhe) ist von dichten Nadelwäldern umgeben.
Die Ortschaft ist von Hermannstadt über die Europastraße 68, über Cristian (Großau) und Orlat nach 18 Kilometern erreichbar.

## Geschichte und Gegenwart
Gemeinsam mit den Nachbarorten Orlat und Poplaca wurde Gura Râului im Jahr 1322 erstmals urkundlich erwähnt. Das während der österreichisch-ungarischen Monarchie im Nachbardorf Orlat stationierte Grenzregiment beeinflusste auch die Entwicklung von Gura Râului. Bis heute werden Geschichten und Legenden über die Zeit der Militärgrenze erzählt.
Trotz seiner Nähe zum deutschsprachigen, siebenbürgisch-sächsischen Siedlungsgebiet im Norden entwickelte sich die Ortschaft durch bewusste Traditionspflege zu einem der markantesten Beispiele rumänischer Dorfkultur in der Region um Hermannstadt.
Laut Volkszählung von 1992 waren sämtliche Einwohner der Ortschaft Rumänen. Während der letzten Jahre wurden wichtige Investitionen in die Infrastruktur unternommen (z. B. Kanalisierung, 2006).

## Wirtschaft
Seit jeher sind die Einwohner von Gura Râului hauptsächlich in den Bereichen Holzverarbeitung und Schafzucht tätig. Darüber hinaus entwickelt sich in den letzten Jahren – wie auch in den meisten anderen „Mărginime“-Siedlungen – im Bereich Agrotourismus ein weiterer Wirtschaftszweig.

## Sehenswürdigkeiten
- Die Biserica Mică (kleine Kirche) Cuvioasa Paraschiva, im 18. Jahrhundert errichtet, altes Gebäude, früher griechisch-katholisch, jetzt rumänisch-orthodox Kirche, steht unter Denkmalschutz.[3]
- Die Biserica Mare (große Kirche), neueres Gebäude, rumänisch-orthodox Kirche
- Das Dorfmuseum
- Der Stausee Gura Râului (68 Hektar) am Zibin

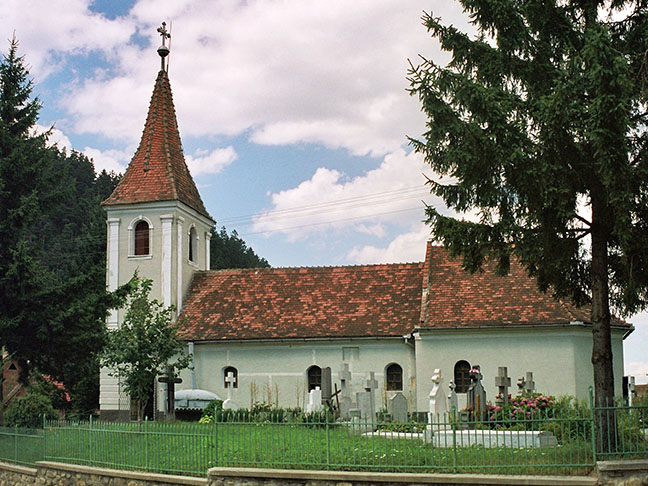
Die Biserica Mică
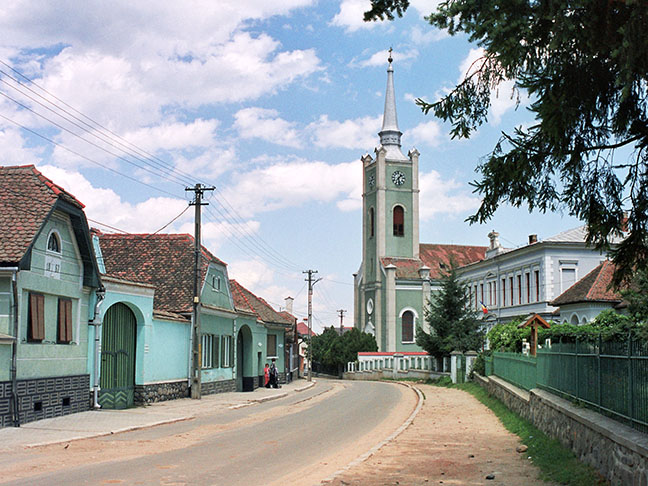
Hauptstraße und die Biserica Mare
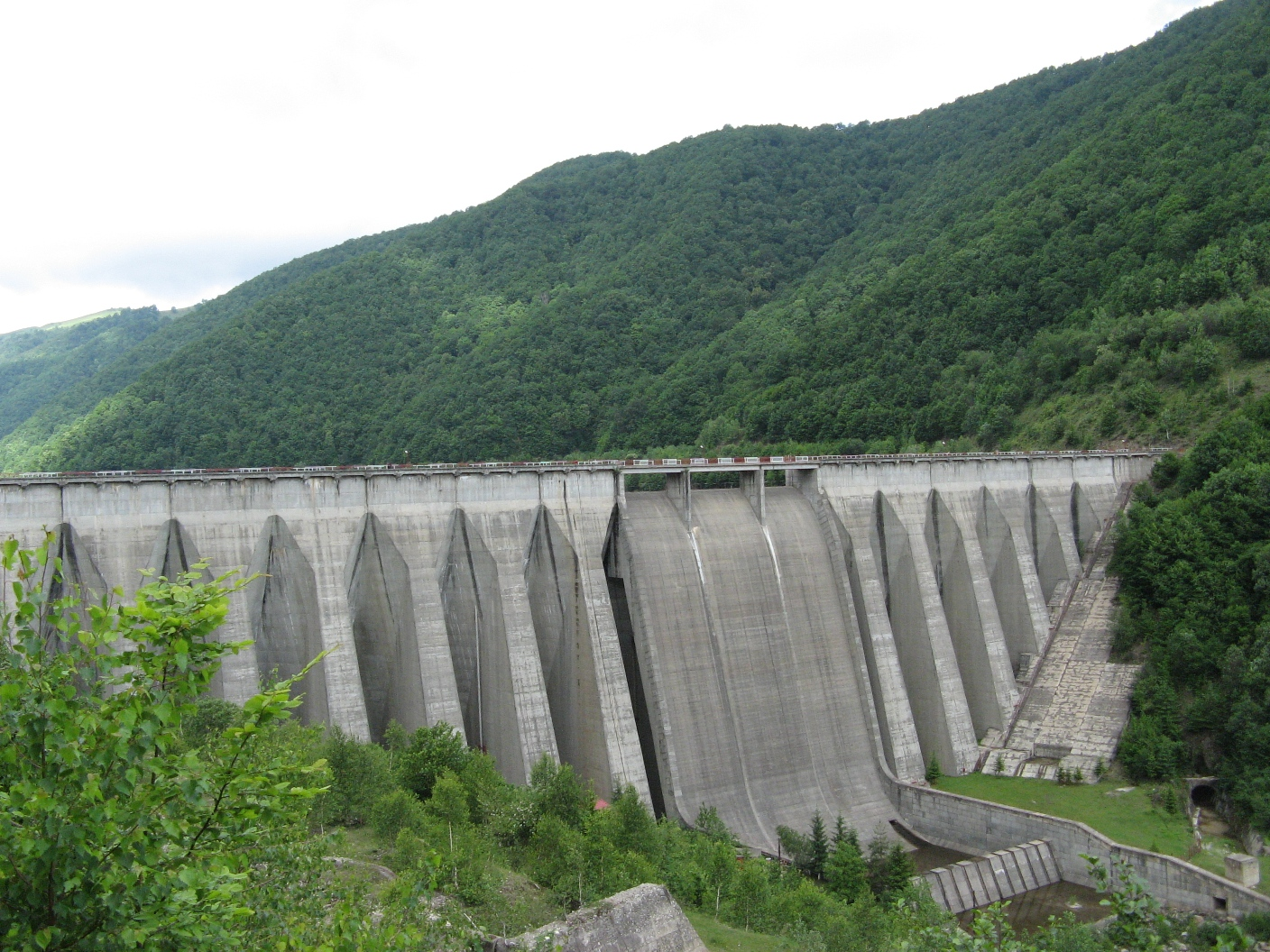
Staudamm

## Persönlichkeiten
- Aurel Decei (1905–1976), Historiker[4]